# رقص جنگی

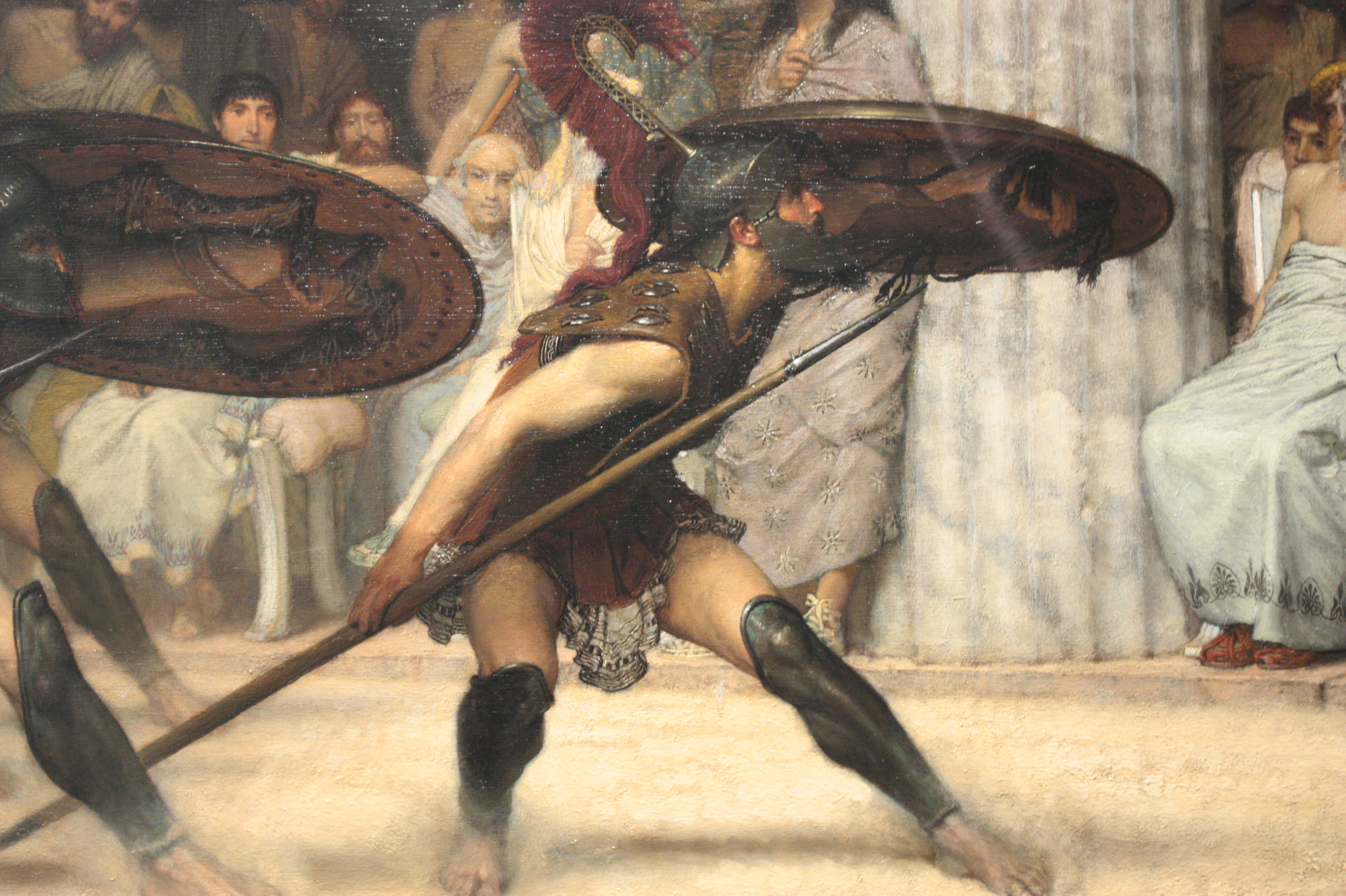
رقص جنگی پیریکیوس

رقص جنگی (به انگلیسی: War dance) رقصی است که شامل نبردهای ساختگی می‌شود، که معمولاً به جوامع جنگجوی قبیله‌ای اشاره می‌کند که در آن چنین رقص‌هایی به عنوان آیینی مرتبط با جنگ‌های آیینی اجرا می‌شد. هنرهای رزمی در فرهنگ‌های مختلف را می‌توان در حالت‌های رقص‌مانند به دلایل مختلفی انجام داد، مانند برانگیختن درنده‌خویی در آماده‌سازی برای نبرد، یا به شیوه‌ای تلطیف‌شده‌تر برای نشان دادن مهارت. چنین رقصی همچنین می‌تواند برای جشن گرفتن به مناسبت رشادت و پیروزی باشد. بسیاری از این هنرهای رزمی شامل موسیقی، به ویژه ریتم‌های ضربی قوی هستند.
رقص‌های جنگی می‌توانند با رقص‌های شمشیر و سایر اشکال رقص سلاح همپوشانی داشته باشند و از سلاح‌ها یا همانندسازی‌ها به عنوان بخشی از اجرای هنری استفاده کنند.

## نگارخانه

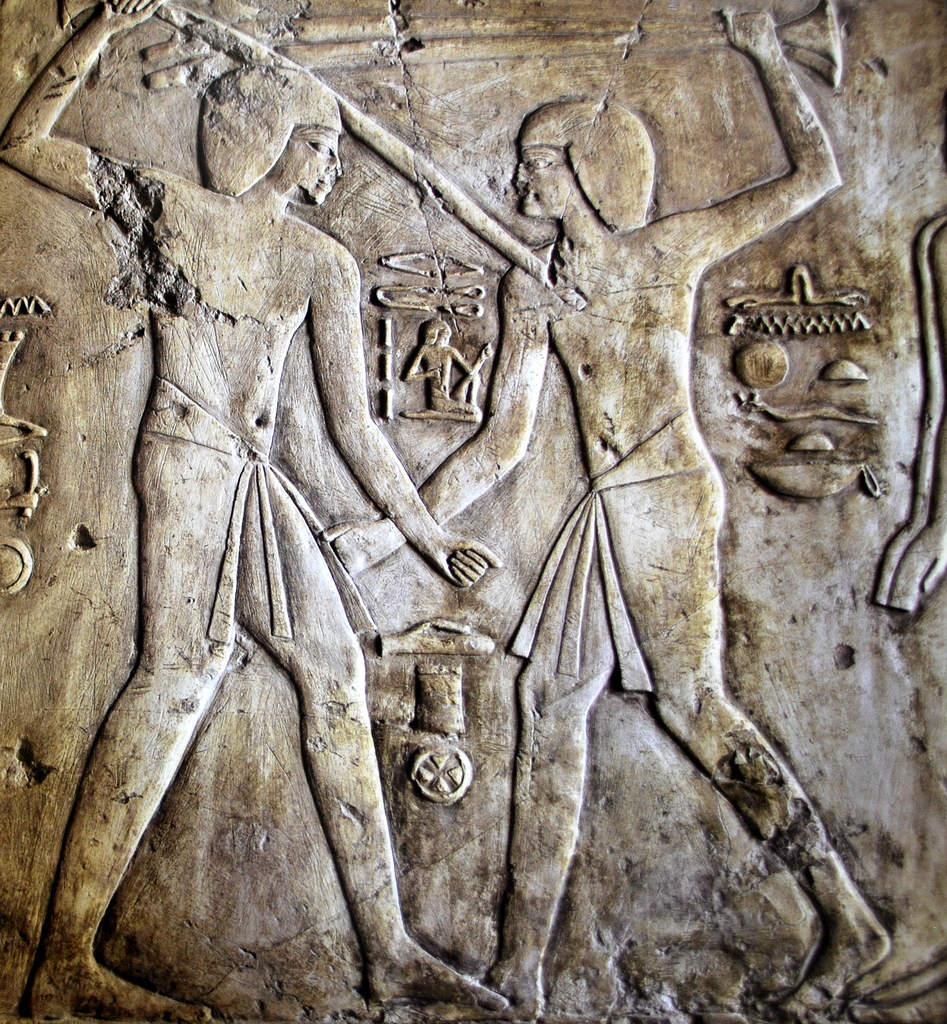
تحطیب مصری
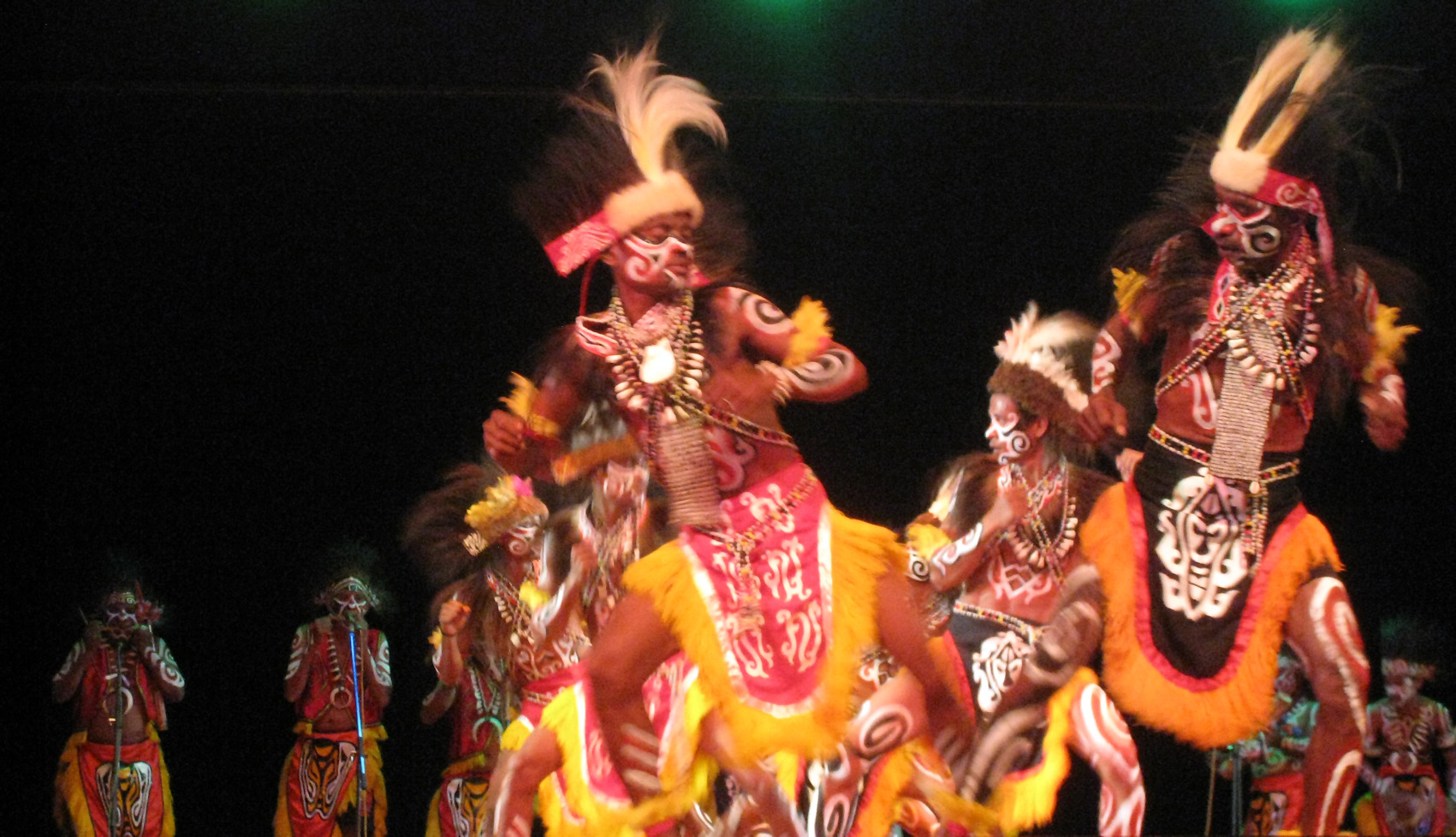
رقص جنگی پاپوآ از یاپن، پاپوآ
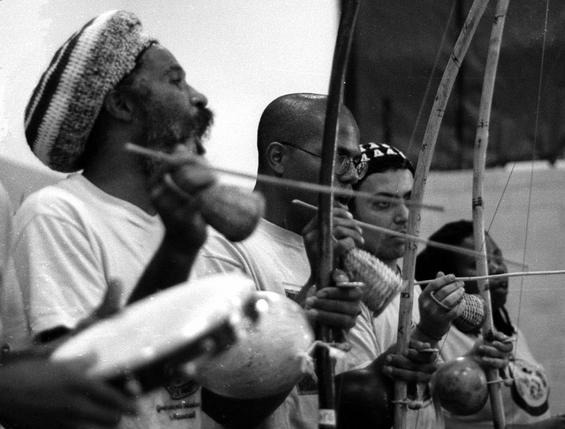
کاپوئرا یک هنر رزمی است که به طور سنتی با چاشنی‌ای شبیه به رقص و برای همراهی موسیقی زنده اجرا می‌شود.